# Aeródromo de Molango
El Aeródromo de Molango (Código DGAC: MGO) es un pequeño aeropuerto público pero operado por la Compañía Minera Autlán S.A. de C.V., que atiende el tráfico aéreo en la ciudad de Molango de Escamilla. En 2008 las autoridades municipales, estatales y la compañía operadora del aeródromo invirtieron más de un millón de pesos para rehabilitar la pista de aterrizaje, actualmente el aeródromo cuenta con una pista asfaltada de 820 metros de largo y 18 metros de ancho, así como hangares y una plataforma de aviación general de 1250 metros cuadrados.